# Open di Zurigo 1986
L'Open di Zurigo 1986 è stato un torneo femminile di tennis giocato sul sintetico indoor. È stata la 3ª edizione del torneo, che fa parte del Virginia Slims World Championship Series 1986. Si è giocato nell'Hallenstadion di Zurigo in Svizzera, dal 6 al 13 ottobre 1986.

## Campionesse

### Singolare
Steffi Graf ha battuto in finale  Helena Suková con il punteggio di 4–6, 6–2, 6–4

### Doppio
Steffi Graf /  Gabriela Sabatini hanno battuto in finale  Lori McNeil /  Alycia Moulton con il punteggio di 1–6, 6–4, 6–4